# Sargent County
Sargent County ist ein County im Bundesstaat North Dakota der Vereinigten Staaten. Der Verwaltungssitz (County Seat) ist Forman.

## Geographie
Das County liegt im Südosten von North Dakota, grenzt im Süden an South Dakota und hat eine Fläche von 2246 Quadratkilometern, wovon 22 Quadratkilometer Wasserfläche sind. Es grenzt im Uhrzeigersinn an folgende Countys: Ransom County, Richland County, Marshall County (South Dakota), Brown County (South Dakota) und Dickey County.

## Geschichte
Das Sargent County wurde am 3. März 1883 gebildet und am 8. Oktober des gleichen Jahres abschließend organisiert. Benannt wurde es nach Homer E. Sargent, dem Generaldirektor der Northern Pacific Railroad zum Zeitpunkt der Schaffung des Countys.
Ein Gebäude des Countys ist im National Register of Historic Places eingetragen (Stand 1. April 2018), das Sargent County Courthouse.
1997 wurde die 1908 in Brampton erbaute Lutherische Kirche niedergelegt und nach Norwegen überführt. Dort wurde sie als Emigrantenkirche rekonstruiert.

## Demografische Daten

Alterspyramide des Sargent County

Nach der Volkszählung im Jahr 2000 lebten im Sargent County 4.366 Menschen in 1.786 Haushalten und 1.243 Familien. Die Bevölkerungsdichte betrug 2 Einwohner pro Quadratkilometer. Ethnisch betrachtet setzte sich die Bevölkerung zusammen aus 98,24 Prozent Weißen, 0,05 Prozent Afroamerikanern, 0,46 Prozent amerikanischen Ureinwohnern, 0,05 Prozent Asiaten und 0,55 Prozent aus anderen ethnischen Gruppen; 0,66 Prozent stammten von zwei oder mehr Ethnien ab. 0,73 Prozent der Bevölkerung waren spanischer oder lateinamerikanischer Abstammung.
Von den 1.786 Haushalten hatten 30,3 Prozent Kinder und Jugendliche unter 18 Jahre, die bei ihnen lebten. 61,0 Prozent waren verheiratete, zusammenlebende Paare, 3,9 Prozent waren allein erziehende Mütter, 30,4 Prozent waren keine Familien, 27,7 Prozent waren Singlehaushalte und in 14,1 Prozent lebten Menschen im Alter von 65 Jahren oder darüber. Die Durchschnittshaushaltsgröße betrug 2,43 und die durchschnittliche Familiengröße lag bei 2,99 Personen.
Auf das gesamte County bezogen setzte sich die Bevölkerung zusammen aus 26,5 Prozent Einwohnern unter 18 Jahren, 5,3 Prozent zwischen 18 und 24 Jahren, 25,7 Prozent zwischen 25 und 44 Jahren, 25,7 Prozent zwischen 45 und 64 Jahren und 16,9 Prozent waren 65 Jahre alt oder darüber. Das Durchschnittsalter betrug 40 Jahre. Auf 100 weibliche Personen kamen 110,6 männliche Personen. Auf 100 Frauen im Alter von 18 Jahren oder darüber kamen statistisch 110,1 Männer.
Das jährliche Durchschnittseinkommen eines Haushalts betrug 37.213 USD, das Durchschnittseinkommen der Familien betrug 44.063 USD. Männer hatten ein Durchschnittseinkommen von 34.222 USD, Frauen 19.844 USD. Das Prokopfeinkommen betrug 18.689 USD. 6,0 Prozent der Familien und 8,2 Prozent Familien lebten unterhalb der Armutsgrenze. Davon waren 8,9 Prozent Kinder oder Jugendliche unter 18 Jahre und 11,8 Prozent waren Menschen über 65 Jahre.